# Сезон ФК «Карпати» (Львів) 1998—1999
| «Карпати» (Львів) у сезоні 1998—1999 | «Карпати» (Львів) у сезоні 1998—1999                  |
| ------------------------------------ | ----------------------------------------------------- |
| Ліга                                 | Вища ліга                                             |
| Місце в лізі                         | 4-е                                                   |
| Раунд у Кубку                        | Фінал                                                 |
| Головний тренер                      | Мирон Маркевич (15 матчів) Степан Юрчишин (15 матчів) |
| Тренери                              |                                                       |
| Президент                            | Ярослав Грицюк                                        |
| Стадіон                              | «Україна» (Львів)                                     |
| Капітан                              |                                                       |
| Найбільше матчів у лізі              | Олександр Паляниця — 30                               |
| Найкращий бомбардир у лізі           | Іван Гецко, Олександр Паляниця — по 16                |

Сезон «Карпат» (Львів) 1998—1999 — тридцять перший сезон «Карпат» (Львів). У вищій лізі чемпіонату України команда посіла 4-е місце серед 16 команд. У Кубку України дійшла до фіналу, де поступилася з рахунком 0:3 київському «Динамо» і здобула право виступати у наступному сезоні у розіграші кубка УЄФА.

## Чемпіонат
| Місце | Клуб                             | «Карпати» — клуб | «Карпати» — клуб | І  | В  | Н  | П  | М     | О  |
| Місце | Клуб                             | удома            | у гостях         | І  | В  | Н  | П  | М     | О  |
| ----- | -------------------------------- | ---------------- | ---------------- | -- | -- | -- | -- | ----- | -- |
|       | «Динамо» (Київ)                  | 2:1              | 0:0              | 30 | 23 | 5  | 2  | 75-17 | 74 |
|       | «Шахтар» (Донецьк)               | 1:0              | 1:1              | 30 | 20 | 5  | 5  | 70-25 | 65 |
|       | «Кривбас» (Кривий Ріг)           | 2:1              | 0:0              | 30 | 16 | 11 | 3  | 43-18 | 59 |
| 4     | «Карпати» (Львів)                |                  |                  | 30 | 15 | 10 | 5  | 54-34 | 55 |
| 5     | «Металург» (Маріуполь)           | 3:1              | 2:4              | 30 | 14 | 6  | 10 | 35-27 | 48 |
| 6     | «Металіст» (Харків)              | 0:1              | 1:3              | 30 | 14 | 5  | 11 | 31-32 | 47 |
| 7     | ЦСКА (Київ)                      | 3:3              | 3:3              | 30 | 11 | 10 | 9  | 37-35 | 43 |
| 8     | «Металург» (Запоріжжя)           | 1:1              | 1:3              | 30 | 12 | 6  | 12 | 46-43 | 42 |
| 9     | «Таврія» (Сімферополь)           | 2:1              | 1:1              | 30 | 10 | 7  | 13 | 33-39 | 37 |
| 10    | «Ворскла» (Полтава)              | 2:1              | 0:0              | 30 | 10 | 5  | 15 | 36-43 | 35 |
| 11    | «Зірка» (Кіровоград)             | 2:1              | 2:2              | 30 | 9  | 7  | 14 | 31-40 | 34 |
| 12    | «Дніпро» (Дніпропетровськ)       | 4:1              | 2:0              | 30 | 9  | 5  | 16 | 28-46 | 32 |
| 13    | «Нива» (Тернопіль)               | 1:0              | 0:0              | 30 | 8  | 7  | 15 | 29-41 | 31 |
| 14    | «Металург» (Донецьк)             | 2:0              | 3:4              | 30 | 7  | 7  | 16 | 27-51 | 28 |
| 15    | «Прикарпаття» (Івано-Франківськ) | 3:0              | 2:0              | 30 | 6  | 6  | 18 | 24-59 | 24 |
| 16    | СК «Миколаїв»                    | 5:1              | 3:0              | 30 | 2  | 6  | 22 | 18-67 | 12 |

### Статистика гравців
У чемпіонаті за клуб виступали 27 гравців:
| Футболіст                         | Дата народження   | Ігри     | Голи     |          |          |
| Воротарі                          | Воротарі          | Воротарі | Воротарі | Воротарі | Воротарі |
| --------------------------------- | ----------------- | -------- | -------- | -------- | -------- |
| Береський Олег Іванович           | 6 січня 1969      | 1        | 1п       |          |          |
| Стронціцький Богдан Едуардович    | 13 січня 1968     | 29       | 33п      |          |          |
| Захисники                         |                   |          |          |          |          |
| Беньо Юрій Володимирович          | 25 квітня 1974    | 26       | 0        |          |          |
| Вільчинський Володимир Нестерович | 1 травня 1967     | 10       | 1        |          |          |
| Євтушок Олександр Васильович      | 11 жовтня 1970    | 24       | 3        |          |          |
| Єзерський Володимир Іванович      | 15 листопада 1976 | 15       | 0        |          |          |
| Закотюк Микола Степанович         | 3 лютого 1975     | 22       | 0        |          |          |
| Леськів Василь Іванович           | 20 грудня 1963    | 1        | 0        |          |          |
| Тимчишин Олег Миронович           | 8 липня 1977      | 10       | 0        |          |          |
| Чижевський Олександр Арсенійович  | 27 травня 1971    | 26       | 0        |          |          |
| Півзахисники                      |                   |          |          |          |          |
| Вовчук Любомир Євгенович          | 26 серпня 1969    | 23       | 0        |          |          |
| Євглевський Сергій Юрійович       | 3 червня 1969     | 12       | 1        |          |          |
| Назаров Євгеній Миколайович       | 23 січня 1972     | 24       | 1        |          |          |
| Ковалець Сергій Іванович          | 5 вересня 1968    | 26       | 4        |          |          |
| Луцишин Михайло Михайлович        | 21 листопада 1975 | 9        | 0        |          |          |
| Лучкевич Ігор Валерійович         | 19 листопада 1973 | 7        | 1        |          |          |
| Мізін Сергій Григорович           | 25 вересня 1972   | 27       | 7        |          |          |
| Микитін Володимир Богданович      | 28 квітня 1970    | 14       | 0        |          |          |
| Різник Володимир Йосипович        | 15 лютого 1966    | 2        | 0        |          |          |
| Скідан Геннадій Вікторович        | 24 липня 1973     | 1        | 0        |          |          |
| Толочко Роман Любомирович         | 11 грудня 1968    | 21       | 1        |          |          |
| Шаран Володимир Богданович        | 18 вересня 1971   | 13       | 3        |          |          |
| Нападники                         |                   |          |          |          |          |
| Гецко Іван Михайлович             | 6 квітня 1968     | 27       | 16       |          |          |
| Онисько Павло Степанович          | 12 липня 1979     | 4        | 0        |          |          |
| Паляниця Олександр Віталійович    | 29 лютого 1972    | 30       | 16       |          |          |
| Семочко Дмитро Дмитрович          | 25 січня 1979     | 7        | 0        |          |          |
| Соума Альхалі ( Гвінея)           | 6 квітня 1975     | 3        | 0        |          |          |

## Кубок України
| Етап | Дата              | Господар               | Рахунок | Гість                  |
| ---- | ----------------- | ---------------------- | ------- | ---------------------- |
| 1/8  | 3 листопада 1998  | «Карпати» (Львів)      | 2:0     | «Металург» (Маріуполь) |
| 1/8  | 12 листопада 1998 | «Металург» (Маріуполь) | 3:2     | «Карпати» (Львів)      |
| 1/4  | 17 листопада 1998 | «Ворскла» (Полтава)    | 2:3     | «Карпати» (Львів)      |
| 1/4  | 21 листопада 1998 | «Карпати» (Львів)      | 3:0     | «Ворскла» (Полтава)    |
| 1/2  | 28 квітня 1999    | «Карпати» (Львів)      | 1:0     | «Шахтар» (Донецьк)     |
| 1/2  | 6 травня 1999     | «Шахтар» (Донецьк)     | 2:1     | «Карпати» (Львів)      |

### Фінал
| 30 травня 1999 р. +26 °C |

| «Динамо» (Київ)                         | 3:0      | «Карпати» (Львів) |
| --------------------------------------- | -------- | ----------------- |
| Шевченко 18' Белькевич 19' Шевченко 67' | протокол |                   |

| Київ, НСК «Олімпійський» Глядачів: 71 000 Арбітр: Василь Мельничук (Сімферополь) |

| Динамо:              |  |                       |     |     |
|                      |  |                       |     |     |
| ВР                   |  | Олександр Шовковський |     |     |
| ЗХ                   |  | Олег Лужний (к)       |     |     |
| ПЗ                   |  | Олександр Хацкевич    |     | 80' |
| ЗХ                   |  | Олександр Головко     |     |     |
| ЗХ                   |  | Владислав Ващук       | 40' |     |
| ЗХ                   |  | Юрій Дмитрулін        |     |     |
| ПЗ                   |  | Олексій Герасименко   |     |     |
| ПЗ                   |  | Валентин Белькевич    |     |     |
| ПЗ                   |  | Андрій Гусін          |     |     |
| НП                   |  | Андрій Шевченко       |     |     |
| НП                   |  | Сергій Ребров         |     | 79' |
| Заміни:              |  |                       |     |     |
| ПЗ                   |  | Сергій Кормильцев     |     | 80' |
| ПЗ                   |  | Сергій Серебренников  |     | 79' |
| Тренер:              |  |                       |     |     |
| Валерій Лобановський |  |                       |     |     |

| Карпати:       |  |                          |     |     |
|                |  |                          |     |     |
| ВР             |  | Богдан Стронціцький      |     |     |
| ЗХ             |  | Олександр Євтушок        |     |     |
| ЗХ             |  | Олександр Чижевський (к) |     | 24' |
| ПЗ             |  | Сергій Мізін             | 68' |     |
| ЗХ             |  | Юрій Беньо               |     |     |
| ЗХ             |  | Микола Закотюк           | 17' |     |
| ПЗ             |  | Любомир Вовчук           |     | 53' |
| ПЗ             |  | Євген Назаров            |     | 62' |
| НП             |  | Олександр Паляниця       |     |     |
| НП             |  | Іван Гецко               |     |     |
| ПЗ             |  | Роман Толочко            |     |     |
| Заміни:        |  |                          |     |     |
| ЗХ             |  | Володимир Вільчинський   |     | 24' |
| ПЗ             |  | Михайло Луцишин          |     | 53' |
| ПЗ             |  | Сергій Ковалець          |     | 62' |
| Тренер:        |  |                          |     |     |
| Степан Юрчишин |  |                          |     |     |

| Особи - Асиситенти арбітра: - Володимир Петров (Харків) - Анатолій Олейнік (Сімферополь) - Четвертий арбітр: Сергій Шебек (Київ) |